# Alles vergeven
Alles vergeven is een lied van de Nederlandse band Miss Montreal. Het werd in 2023 als single uitgebracht.

## Achtergrond
Alles vergeven is geschreven door Oliver Rosa, Wessel van Deursen, Ruben Annink en Sanne Hans en geproduceerd door Oliver Rosa en Gordon Groothedde. Het is een lied dat past in de genres nederpop en poprock. In het nummer zingt de artiest over imperfecties in een relatie. Sanne Hans vertelde dat de boodschap van het nummer was dat je ondanks de minder leuke dingen die gebeuren en je moet doen in een relatie, moet beseffen dat de liefde er altijd nog is en die heel mooi is.

## Hitnoteringen
De band had weinig succes met het lied in Nederland. Het had geen notering in de Single Top 100 en ook de Top 40 werd niet bereikt; het lied bleef steken op de zeventiende plaats van de Tipparade.